# Индустриальная (станция скоростного трамвая, Киев)
«Индустриальная» (бывш. «Борщаговская»; укр. «Індустріальна») — станция линии скоростного трамвая в Киеве, расположена между станциями «Национальный авиационный университет» и «Алексы Тихого (Полевая)». Открыта 1 января 1977 года. Станция расположена на путепроводе, известном как «Индустриальный мост». Название получила от названия улицы, которая там проходила: Индустриальная (с 2005 года — улицы Гетьмана)

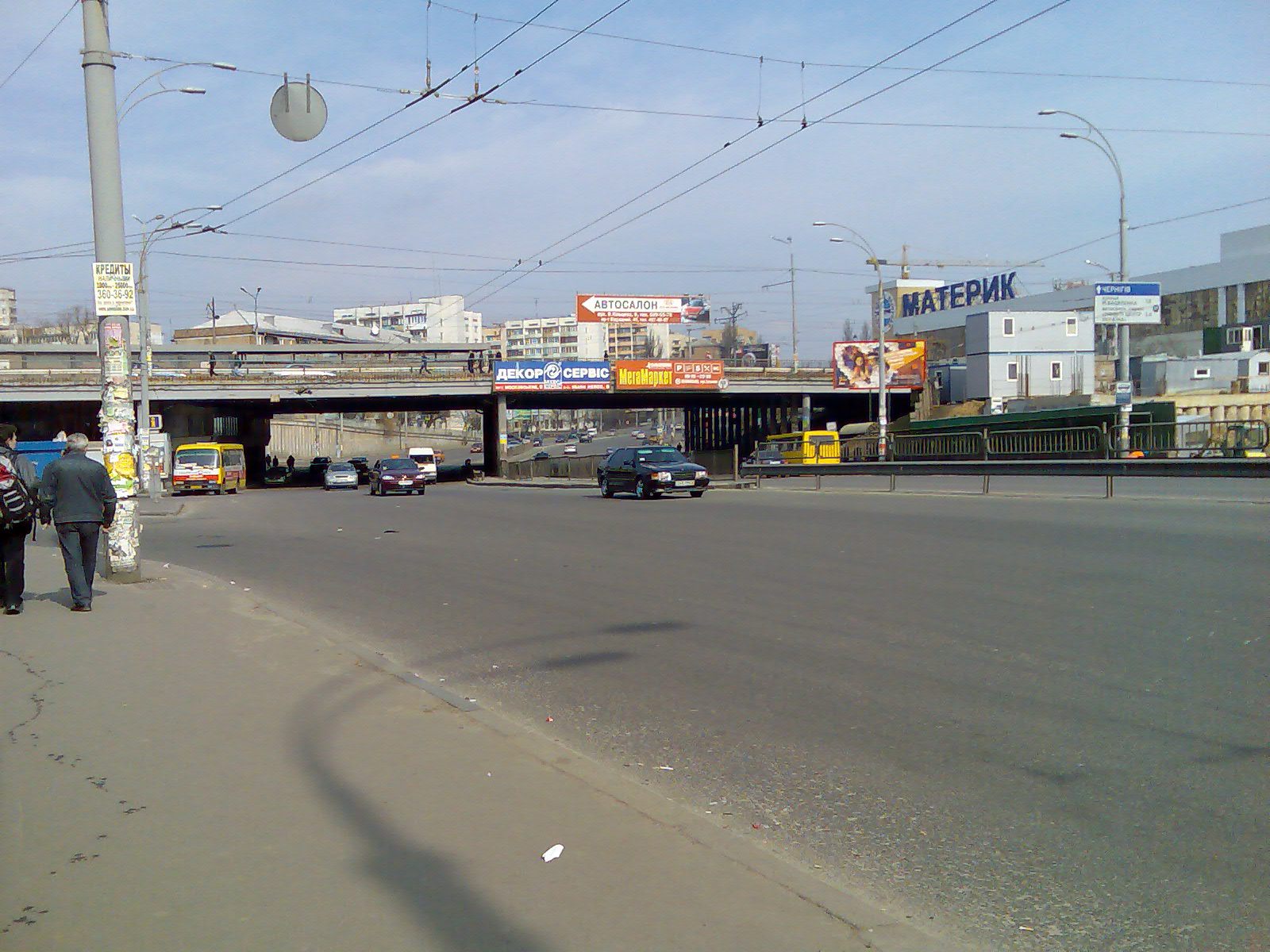
Индустриальный мост

10 октября 2008 года участок «Политехническая» — «Ивана Лепсе» закрыт на реконструкцию.
24 октября 2010 года вновь открыта после реконструкции.
Летом 2021 на реконструкции вместе с Индустриальным мостом, с омоноличиванием всего моста без полного перекрытия движения. На сентябрь 2021 мост и трамвайная линия вошли в строй, а станция — ещё нет.